# Клопце (Словенська Бистриця)
Клопце (словен. Klopce) — поселення в общині Словенська Бистриця, Подравський регіон‎, Словенія.